# Papirus 20
Papirus 20 (według numeracji Gregory-Aland), α 1019 (von Soden), oznaczany symbolem {\displaystyle {\mathfrak {P}}^{20}} – wczesny grecki rękopis Nowego Testamentu pisany na papirusie, w formie kodeksu. Paleograficznie datowany jest na III wiek. Zawiera fragmenty Listu Jakuba.

## Opis
Zachowała się tylko jedna karta kodeksu z tekstem Listu Jakuba 2,19-3,9. Charakter pisma podobny do {\displaystyle {\mathfrak {P}}^{27}}.
Nomina sacra pisane są skrótami, z wyjątkiem πατηρ/pater/ojciec oraz ανθρωπος/anthropos/człowiek, które oddawane są w pełnymi formami.

## Tekst
Tekst grecki reprezentuje aleksandryjski typ tekstu, Kurt Aland zaklasyfikował go do kategorii I. Tekst wykazuje wielką zgodność z Kodeksem Synajskim oraz Watykańskim, ale nie z kodeksem Efrema, Regius oraz innymi późnymi aleksandryjskimi rękopisami.
Schofield zauważył dwie niezgodności z Kodeksem Synajskim i Watykańskim (2,23; 3,7).

## Historia
Rękopis odkryty został przez Grenfella i Hunta, którzy opublikowali jego tekst w 1912 roku. Na liście papirusów znalezionych w Oxyrhynchus znajduje się na pozycji 1071. Ernst von Dobschütz umieścił go na liście rękopisów Nowego Testamentu, w grupie papirusów, dając mu numer 20.
Rękopis przechowywany jest w bibliotece Princeton University (AM 4117) w Princeton.